# Floriaster maya
Floriaster maya is een zeester uit de familie Goniasteridae.
De wetenschappelijke naam van de soort werd in 1980 gepubliceerd door Maureen Downey.